# Gondang (Wonopringgo)
Gondang is een bestuurslaag in het regentschap Pekalongan van de provincie Midden-Java, Indonesië. Gondang telt 2044 inwoners (volkstelling 2010).